# Rolls-Royce Corniche (2000)
Pour les articles homonymes, voir Rolls-Royce Corniche.
La Rolls-Royce Corniche V est une voiture de la marque Rolls-Royce et la cinquième version du modèle Corniche. Elle est la dernière Rolls-Royce à être produite dans l'usine de Crewe.

## Historique
La Corniche V est apparue en janvier 2000. Au moment de sa sortie, elle était la voiture la plus chère au catalogue de Rolls-Royce, avec un prix de base de 359 900 dollars, soit 2,5 millions de francs ou 365 000 €. Malgré une toute nouvelle tôlerie, présentant une forte ressemblance avec la Silver Seraph, son lancement s'inscrit dans le cadre d'une « obligation vis-à-vis de la marque Rolls-Royce », ne cachent pas les ingénieurs de Crewe, usine où elle est produite aux côtés de sa cousine, la Bentley Azure. Elle est la seule Rolls-Royce à descendre d'une Bentley. Sa production cessa peu de temps après, en 2002, quand Bentley et Rolls-Royce redevinrent deux sociétés distinctes possédées par deux propriétaires différents. Bentley devint une filiale de Volkswagen AG et ses modèles continuèrent d'être fabriqués dans l'usine de Crewe, alors que Rolls-Royce devint la propriété de BMW qui créa une nouvelle usine spécialement pour les produire. Par la suite, ils produiront la nouvelle Seraph et sa version longue. La production s'arrêta le 30 août 2002.

## Carrosserie
La carrosserie de la Rolls-Rolls Corniche s'inspire de la Silver Seraph.

## Châssis
Avec un châssis plus rigide et son remarquable silence, la Corniche atteint de nouveaux standards pour ce qui est du confort en cabriolet. Le seul bruit entendu est le V8 turbo.

## Réception
Cette version fut diversement appréciée car basée sur un modèle de Bentley déjà existant. Elle est considérée comme une opération marketing visant à faire renaître un modèle dont la production avait cessé en 1995. Étant donné la similitude entre la Bentley Azure et la Corniche V, les ventes furent globalement assez faibles.

## Corniche V «Final Series»

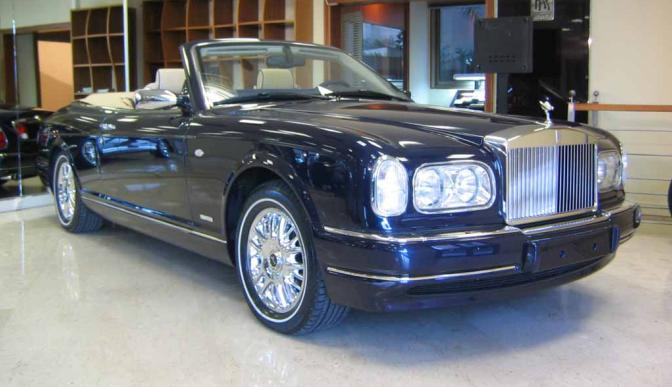
RR Corniche V Final Series de 2002.

Vers la fin de la production de la Corniche V, une série limitée de 56 voitures de la « Final Series » était prévue, 56 étant les années où Rolls-Royce était construite à Crewe (1946 - 2002). En fin de compte, seulement 45 ont été fabriquées sur les 56 initialement prévues. Elles se distinguent par, mais ne se limitent pas à, ce qui suit :
- Badges sur l'aile avant portant l'inscription « Rolls-Royce Cars, Crewe, England », avec un insigne Union Jack.
- Boîtiers de rétroviseurs chromés.
- Jantes Bentley Azure redessinées et chromées.
- Enjoliveurs Spirit of Ecstasy.
- Badges Rolls-Royce rouges sur la calandre et le couvercle du coffre.
- Bois de rose et de cerisier avec incrustations Spirit of Ecstasy.
- Plaque commémorative numérotée individuellement sur la console centrale (sur 56)[2].

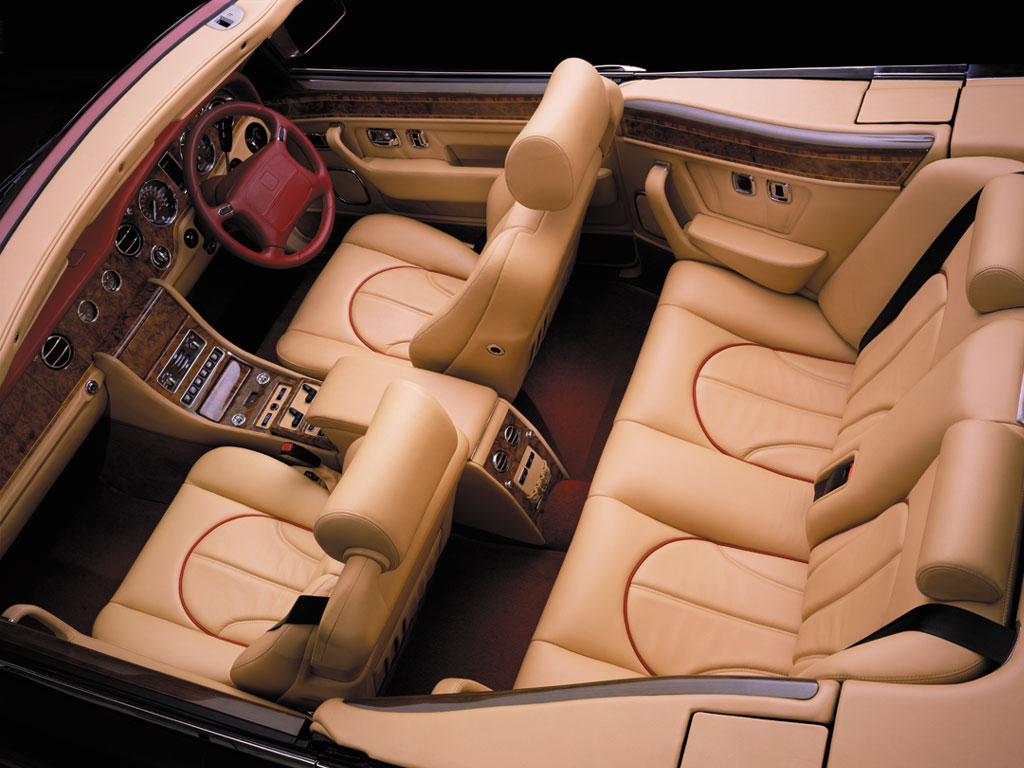
L'intérieur de la RR Corniche V Final Series.

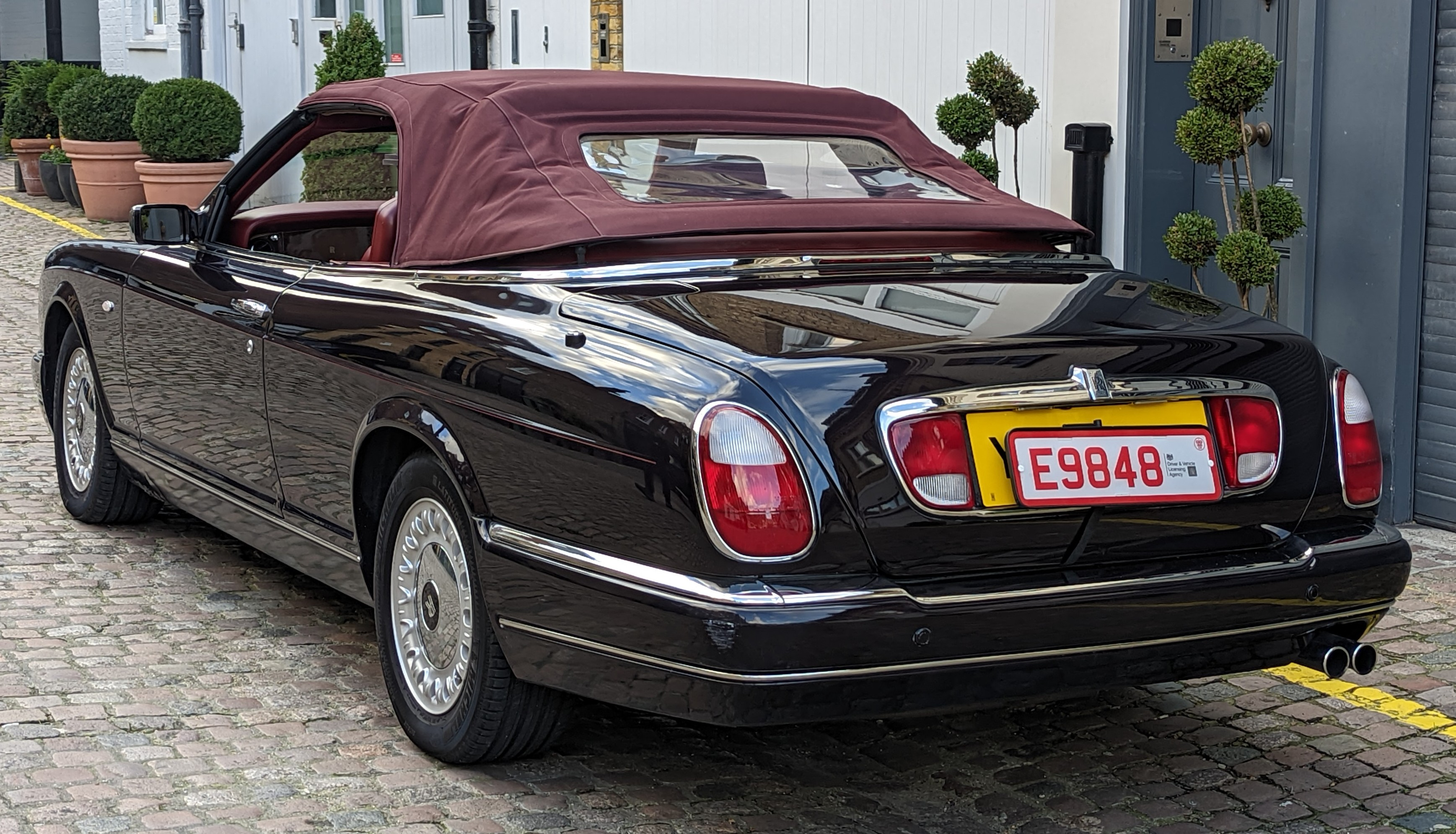
Vue arrière de la RR Corniche V Final Series.

La dernière Rolls-Royce Corniche (châssis 2079) a été fabriquée le 30 août 2002. En plus de la plupart des caractéristiques de la spécification « Final Series », elle avait également un style de siège unique : un thème boutonné Chesterfield en vert épicéa sans passepoil de bord de siège, une plaque de console centrale différente indiquant « A Century of Excellence » avec le logo RR et les villes où les Rolls-Royce ont été produites de 1904 à 2002 (à la place de la plaque commémorative numérotée), des incrustations de texte argentées sur le rabat de la radio indiquant « The Final Rolls-Royce Corniche Chassis 2079 » et des plaques de seuil indiquant « The Final Rolls-Royce Corniche Châssis 2079 Rolls-Royce Motor Cars, Crewe, Angleterre 1946-2002 ». Ce fut la dernière Rolls-Royce à être fabriquée à Crewe avant d'être transférée aux modèles Bentley. Elle était la propriété de Rolls-Royce jusqu'en septembre 2018, date à laquelle elle a été vendue aux enchères par Bonhams. La production comprenait 384 voitures .